# 1998 UC4
1998 UC4 är en asteroid i huvudbältet som upptäcktes den 20 oktober 1998 av den kroatiska astronomen Korado Korlević vid Višnjan-observatoriet.
Asteroiden har en diameter på ungefär 7 kilometer och den tillhör asteroidgruppen Eunomia.